# Isländska höglandet

Isländska höglandet

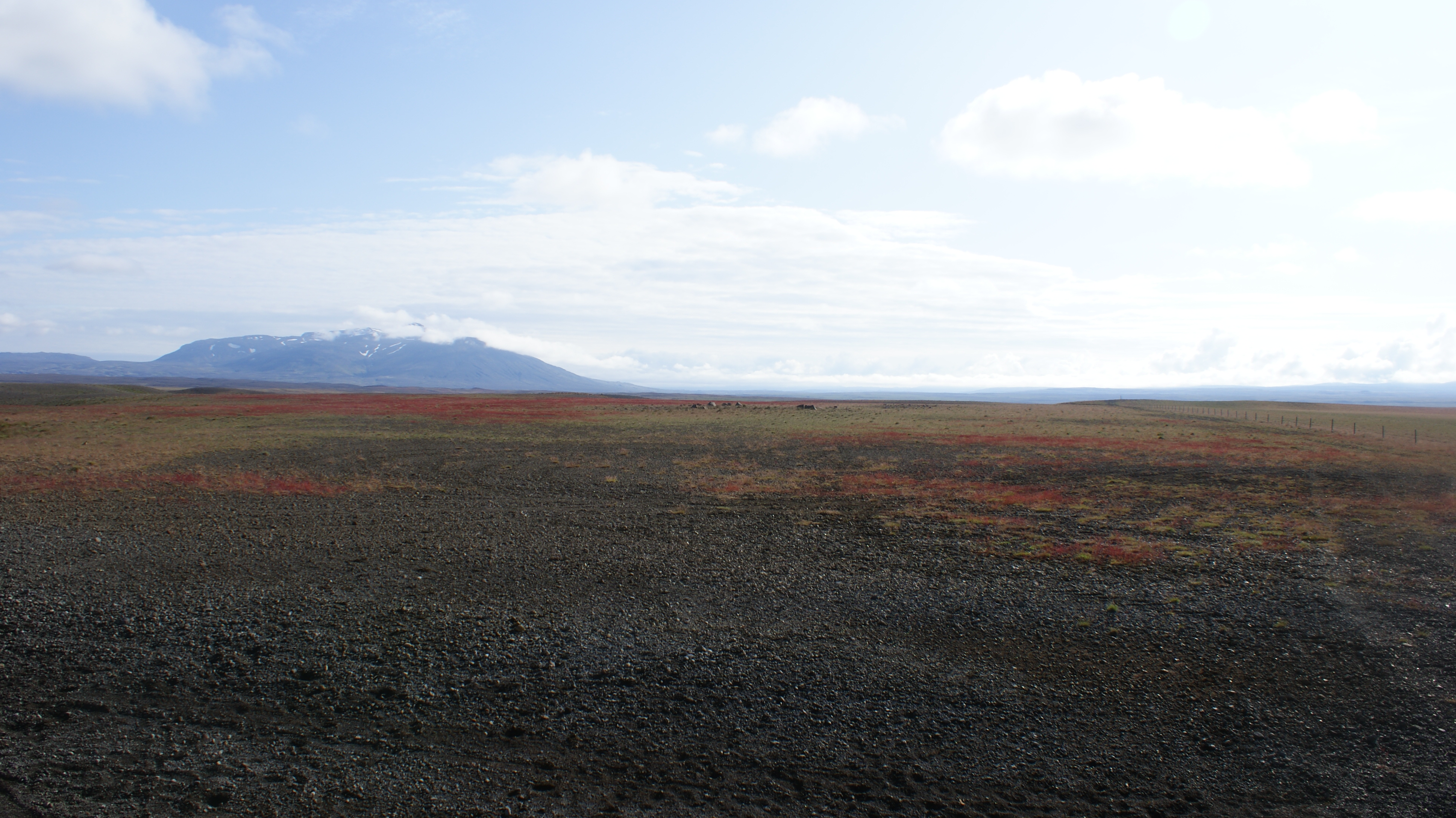
Kjölur i juli 2009.

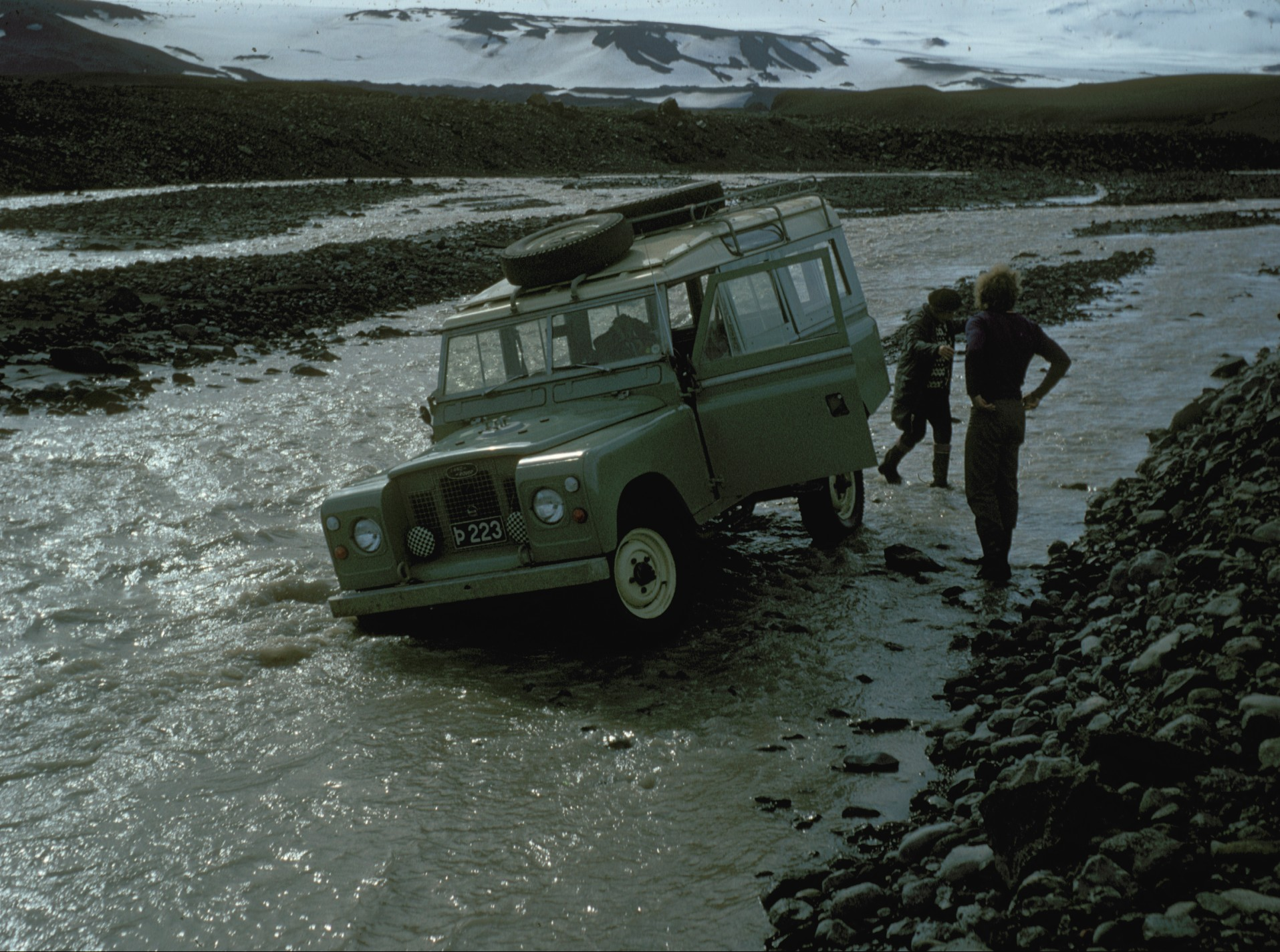
En Land Rover 109 har fastnat i en flod i juli 1972

Isländska höglandet (isländska: hálendið) omfattar stora delar av Islands inland. Som högland klassas platser belägna minst 300 meter över havet. Många av vägarna är endast öppna sommartid.

### Fotnoter
1. ↑  ”Mountain Roads” (på engelska). Islands miljömyndighet. 19 mars 2014. Arkiverad från originalet den 21 april 2015. https://web.archive.org/web/20150421223743/http://www.vegagerdin.is/media/umferd-og-faerd/Opnun_fjallvega_en_2014.pdf. Läst 17 september 2015.